# جبهه دن
جبهه دن (انگلیسی: Don Front) یکی از جبهه‌های ارتش سرخ شوروی در طول جنگ جهانی دوم بود که بین سپتامبر ۱۹۴۲ و فوریه ۱۹۴۳ وجود داشت و در تمام مدت وجودش توسط کنستانتین روکوسوفسکی فرماندهی می‌شد. این نام به رودخانه دن، روسیه اشاره دارد.